# Johanna Holmström

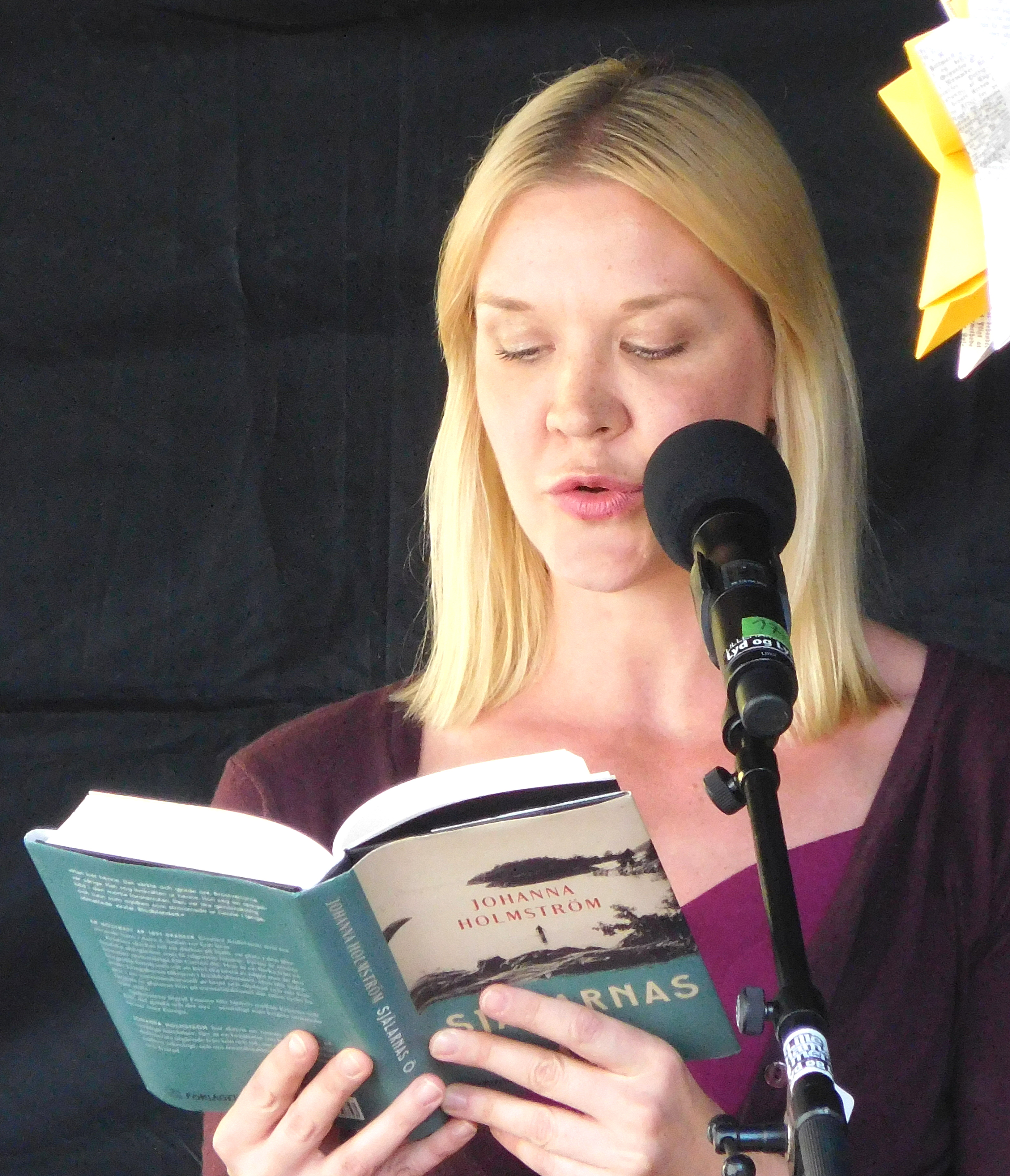
Johanna Holmström (2018)

Johanna Holmström (* 1981 in Sipoo, Finnland) ist eine finnlandschwedische Autorin.

## Leben
Johanna Holmström ist im zweisprachigen Sibbo (finnisch Sipoo) geboren und aufgewachsen. Sie studierte Journalismus und Literatur. Sie war 10 Jahre lang mit einem arabischen Mann verheiratet und lebt heute mit ihren zwei Töchtern in Helsinki und arbeitet als Journalistin. Sie hat seit 2003 drei Bände mit Kurzgeschichten und drei Romane in ihrer Muttersprache veröffentlicht. Die drei Romane und ihre Sammlung von Novellen Camera Obscura aus dem Jahr 2009 sind auch in finnischer Sprache veröffentlicht worden.
Für ihren Roman Asphaltengel hat Holmström sowohl die arabische Sprache als auch den Koran studiert. Asphaltengel erschien 2014 in deutscher Sprache.

## Preise und Auszeichnungen
- 2004: Nominierung für den Kurzgeschichtenpreis von Sveriges Radio für Inlåst och andra noveller
- 2009: Literaturpreis von Svenska Dagbladet für Camera Obscura
- 2009: Svenska Yles litteraturpris für Camera Obscura
- 2023: Karin Boyes litterära pris[2]

## Veröffentlichungen
- Inlåst och andra noveller, Kurzgeschichten. 2003
- Tvåsamhet, Kurzgeschichten. 2004
- Ur din längtan, Roman. Verlag Söderstrom, Helsinki 2007
- Camera Obscura, Kurzgeschichten. 2009
  - Ins Finnische übersetzt von Asko Sahlberg: Camera Obscura: novelleja, Verlag Teos, Helsinki 2011, ISBN 978-951-851-428-5.
- Asfaltsänglar, Roman. 2013
  - Ins Finnische übersetzt von Tuula Kojo: Itämaa. Verlag Otava, Helsinki 2013, ISBN 978-951-1-26841-3
  - In deutscher Sprache: Asphaltengel, Roman. Ullstein, Berlin 2014, ISBN 978-3-550-08057-9
- Hush Baby. 2015
  - Ins Finnische übersetzt von Tuula Kojo: Sulja silmäs pienoinen. Verlag Otava, Helsinki 2015, ISBN 978-951-1-28502-1
- Själarnas ö, Roman. 2017